# Super GT 2012
Navigation
Édition précédente Édition suivante
La saison 2012 de Super GT ou 2012 Autobacs Super GT Series est la vingtième saison du championnat de voitures de tourisme japonais (JGTC) organisé par la fédération japonaise et aujourd'hui renommé Super GT.